# Kay Tremblay
Pour les articles homonymes, voir Tremblay.
Kay Tremblay, née le 13 mars 1914 à Glasgow et morte le 9 août 2005 à Stratford, est une actrice canadienne.

## Biographie
Katherine McAllister est née en Écosse et a commencé sa carrière d'actrice au théâtre au Royaume-Uni. Elle a émigré au Canada après son mariage avec Raoul Tremblay après la Seconde Guerre mondiale. Elle a fait l'essentiel de sa carrière au théâtre avant de se tourner vers la télévision à partir des années 1980. Elle est principalement connue pour avoir tenu le rôle de la grand-tante Eliza dans la série télévisée Les Contes d'Avonlea, pour lequel elle a remporté le prix Gemini de la meilleure actrice dans un second rôle dans une série dramatique en 1997.

## Filmographie

### Cinéma
- 1980 : Oh! Heavenly Dog (en) : Lady Hermione
- 1988 : Shadow Dancing (en) : Sophie Beaumont
- 1989 : Flic et Rebelle : la vieille femme
- 1995 : Alarme totale : Mme Winston
- 1998 : The Real Howard Spitz : Theodora Winkle
- 2001 : Who Is Cletis Tout? : Mme Stanton

### Télévision
- 1985-1988 : Brigade de nuit (série télévisée, 6 épisodes) : rôles divers
- 1987-1990 : Vendredi 13 (série télévisée, saison 1 épisode 9 et saison 3 épisode 14) : Amanda / Mme Cromwell
- 1990-1996 : Les Contes d'Avonlea (série télévisée, 22 épisodes) : Eliza Ward
- 1993-1995 : X-men (série télévisée, 12 épisodes) : voix diverses
- 1995 : TekWar (série télévisée, saison 1 épisode 12) : Mme Hastings
- 1996 : Fais-moi peur ! (série télévisée, saison 5 épisode 2) : Marjorie
- 1997 : Chair de poule (série télévisée, saison 3 épisode 6) : Mimi
- 1998 : La Maison au clair de lune (Moonlight Becomes You) (Téléfilm canadien) : Leticia
- 1999 : La Tempête du siècle (mini-série) : la mère de Robbie